# Архангельское (Сурский район)
Арха́нгельское — село в Сурском районе Ульяновской области России. Административно подчинено Чеботаевскому сельскому поселению.

## География
Село Архангельское расположено в 38 км от районного центра Сурское. Вблизи расположены населённые пункты: Шатрашаны, Богдановка, Сычёвка. Рядом протекает речка Большая Якла. 

## История
Великий князь Алексей Михайлович дарует землю служилому человеку, стрельцу Ивану Кункину, при ключе Белом (из ключа теплого и холодного), реже Ялшанка, Тоузаковская пустошь, Безобразовская, Большая Якла (защитница). По фамилии стрельца стал называться возрождавшийся населенный пункт Кункино. С постройкой церкви село стало называться Архангельское Кункино.
В 1780 году, при создании Симбирского наместничества, село Архангельское Кункино тож вошло в состав Тагайского уезда. С 1796 года — в Буинском уезде Симбирской губернии.  
В 1811 году Владимир Михайлович Есипов продает свою долю Пашкевичу Ивану Нефедьевичу. 3 февраля 1811 года уездный суд определил ввести Пашкевича во владение купленным им имением. Пашкевич покупает землю у второго брата и расширяет свои владения. Для удобства обработки земель он выселяет крестьян, а деревушке дает название Александрия в честь дочери Александры.
Александра выходит замуж за Рогачева Павла Федоровича — участника войны 1812 года. Он был награжден золотой шпагой и имел другие награды.
В 1850 году Рогачевым был построен деревянный храм. Престолов в нём два: главный — холодный, во имя Архистратига Божия Михаила и в пределе — тёплый, во имя святителя и чудотворца Николая.
В 1859 году село Архангельское (Кункино) входило в состав Буинского уезда Симбирской губернии.
С 1860 года село стало волостным центром, куда входили: Еделево, Чеботаевка, Шатрашаны.
23 февраля 1861 года в селе открыто смешанное начальное народное училище. 
В 1874 году начала работать земская школа.  
К 1900 году название села Кункино было заменено на благозвучное Конкино. Но в советское время Конкино тоже было заменено на церковное Архангельское.

## Население
|                              | 1780 | 1859 г. | 1880 г. | 1897 г. | 1900 г. | 1913 г. |
| Количество дворов            | --   | 74      | 101     | 102     | 87      | 116     |
| Количество населения: мужчин | 201  | 345     | 311     | 407     | 307     | 370     |
| женщин                       | --   | 460     | 328     | 415     | 332     | 425     |

## Достопримечательности
- Прах Рогачевых покоится в семейном склепе на прицерковном кладбище. Над склепом — часовенка, а внутри — два надгробных камня черного и белого мрамора. На черном — золотом высечено, что он, Рогачев, Герой войны 1812 года, награжден именной шпагой.
- С селом Архангельское связаны имена писателей. Здесь была колония Толстовцев. Это подтвердил военный фронтовой корреспондент Николай Николаевич Сухарев.
- Писатель Назарьев В. Н.[5] посетил Архангельское в 1888 году, а в январе 1890 года, в газете «Волжские зори»  вышла его повесть «Последние могикане», где описаны помещичьи усадьбы с. Архангельское, Еделево, Шатрашаны, Чекурское.
- Обелиск погибшим в ВОВ (1973 г.)[6]

## Археология
Мезозойскую группу отложений осадочных пород в районе села представляет в большей степени меловая система, которая делится на нижний отдел и верхний. Нижний отдел меловой системы сложен глинами, песками, горючими сланцами.